# رودريك بريثويت
رودريك بريثويت هو سياسي نيوزيلندي، ولد في 13 أغسطس 1901 في دنيدن في نيوزيلندا، وتوفي في 3 أبريل 1963 في هاميلتون في نيوزيلندا.